# Золотобрюхий виреон
Золотобрюхий виреон (лат. Vireo hypochryseus) — вид воробьинообразных птиц из семейства виреоновых. Эндемик Мексики. По новейшим данным, основанным на исследованиях ДНК, предлагается отнести данный вид относится к роду Pachysylvia и, таким образом, должен называться Pachysylvia hypochrysea. Выделяют три подвида.

## Описание
Длина тела 12—13 см. Масса 8,5—14,1 г. У представителей номинативного подвида лоб и корона серовато-коричневые с жёлтым оттенком. На задней части шеи этот оттенок интенсивнее.

## Биология
Строительство гнезда и гнездо с яйцами наблюдали в июле.
МСОП присвоил виду охранный статус LC.